# Américo Gallego
Américo Rubén Gallego (født 25. april 1955 i Morteros, Argentina) er en tidligere argentinsk fodboldspiller, der som midtbanespiller på Argentinas landshold var med til at vinde guld ved VM i 1978 på hjemmebane. Han deltog også ved VM i 1982 og ved Copa América 1975. I alt nåede han at spille 73 landskampe.
På klubplan spillede Gallego for henholdsvis Newell's Old Boys og River Plate i hjemlandet. Med River var han med til at vinde både det argentinske mesterskab, Copa Libertadores, Intercontinental Cup og Copa Interamericana.
Efter at have stoppet sin aktive karriere forsøgte Gallego sig som træner og har blandt andet stået i spidsen for sine to klubber som aktiv, Newell's Old Boys og River Plate, samt for Independiente og mexicanske Toluca.